# Peter Gullin
Lars Peter Michael Gullin, född 12 april 1959 i Milano, Italien, död 7 oktober 2003 i Uppsala, var en svensk jazzmusiker (saxofon).
Peter Gullin var son till Lars Gullin, vars komposition Peter of April tillägnades sonen, och Berit Wahlstedt samt äldre bror till Gabriella Gullin.
Peter Gullin skivdebuterade som sideman på en LP-inspelning med Nannie Porres. Han hade en egen trio men spelade även som gästsolist i olika storband. Han verkade dessutom som kompositör och författare.

## Priser och utmärkelser
- 1992 – Gyllene skivan för Tenderness
- 1998 – Lars Gullin-priset

## Diskografi
i eget namn:
- 1980 – Out of Love (Parlophone LP)
- 1985 – Adventures (Phontastik LP)
- 1994 – Transformed Evergreen (Dragon DRCD 266)
- 1995 – Tenderness (Dragon DRCD 222)
- 1997 – Untold Story (Dragon DRCD 315)
- 2004 – From Time to Time (Dragon DRCD 392)